# Juan Bautista De Sanctis
Juan Bautista de Sanctis, (Caracas, Venezuela, 14 de mayo de 1959), científico venezolano, graduado en Bioquímica y doctorado en Ciencias Fisiológicas.

## Biografía
Profesor Titular y Director Instituto de Inmunología Dr. Nicolas E. Bianco C. Centro Nacional de Inmunología Clínica. Facultad de Medicina. Universidad Central de Venezuela (UCV). Centro de Excelencia de la Federación Internacional de Inmunología Clínica FOCIS. Su labor de investigación y docencia está asociada al estudio de la respuesta inflamatoria de origen infeccioso y no infeccioso, estudios genéticos, moleculares y metabólicos de la respuesta inflamatoria con énfasis en el estudio de moduladores farmacológicos para terapia, fármacos en uso, vacunas y productos naturales; usando modelos de aterosclerosis, fibrosis quística, asma, enfermedad pulmonar obstructiva crónica, estrés post trauma espinal, infecciones bacterianas y virales. 
- Publicaciones[2][3]
- Miembro de comité editorial de tres revistas académicas: The American Journal of Medicine,[4] Current Pharmacological Design,[5] Recent Patents of Inflammation and Drug Discovery[6]

## Estudios
- Licenciado (BA) en Bioquímica, Temple University. Filadelfia, Estados Unidos.

- Doctor en Ciencias Fisiológicas Facultad de Medicina Universidad Central de Venezuela (UCV). Caracas, Venezuela.

## Premios
- Dr. Francisco De Venanzi, 2007
- Lorenzo Mendoza Fleuri, 2007
- Fundación Polar, 2009
- CAVEME Cámara Venezolana del Medicamento, 2010
- Dr. José María Vargas 1996, 2003, 2009.
- CONICIT, 1995, 1996
- Dr. Augusto Pi Suñer 2000 y 2004